# Diores bivattatus
Diores bivattatus är en spindelart som beskrevs av Simon 1893. Diores bivattatus ingår i släktet Diores och familjen Zodariidae. Inga underarter finns listade i Catalogue of Life.